# 特羅爾海坦校園攻擊事件
特羅爾海坦校園攻擊事件，是指發生於2015年10月22日，在瑞典特羅爾海坦一所學校內的隨機攻擊事件。一名蒙面，身穿星際大戰服裝的持劍男子，進入該市一所中學內，殺死了一名教師與一名17歲男學生，並使另外一名教師與另一名學生受傷，而兇手被隨後趕到的警方開槍擊斃。警方在23日稱，初步調查，兇嫌名為安東·盧丁·彼得森（Anton Lundin Pettersson），犯案時21歲。當地媒體稱他是在地人，他崇拜希特勒，支持極右派，犯案時鎖定「黑皮膚的人」攻擊。